# Igor Jagodic
Igor Jagodic, slovenski kuharski mojster, 18. marec 1976, Kranj.

## Življenje in delo
Osnovno šolo je zaključil v Kranju, srednjo šolo za gostinstvo in turizem ter višjo strokovno šolo pa je obiskoval na Bledu, kjer je leta 1998 tudi diplomiral. Pripravništvo je opravljal na gradu Brdo pri Kranju, pod mentorstvom Andreja Goljata. Svoje znanje je nadgrajeval v Kobenhavnu v restavraciji Noma pri kuharskem mojstru Rene Redzepi in v Franciji pri kuharju Alain Ducasse ter v Schlosshotelu Lerbach v Bergisch Gladbachu pri kuharskem mojstru Nils Henkel.

## Dosežki
- 2.mesto na polfinalu WACS Global Chef Challenge, 2012[4];
- Zmagovalec slovenskega predizbora za WACS Global Chef Challenge, 2011[4];
- 5 sončkov po izboru Nedelovih gostiln, november 2011;
- Bronasta medalja, Expogast Culinary World Cup, Luxembourg, 2010;
- Dve srebrni medalji na kuharski olimpijadi v Erfurtu (IKA-Culinary Olympics),
- Srebrna medalja, Intergastra, Stuttgart, 2008;
- Zlata medalja, Intergastra, Stuttgart, 2006;
- Bronasta medalja, Expogast Culinary World Cup, Luxembourg, 2006;